# Patrick Kpozo
Patrick Kpozo, född den 15 juli 1997 i Accra, är en ghanansk fotbollsspelare (försvarare) som spelar för moldaviska Sheriff Tiraspol.

## Karriär
Kpozo debuterade för Inter Allies i Ghana Premier League i november 2013. Den 28 mars 2017 meddelade AIK att man skulle låna ut Kpozo till norska Tromsø IL fram tills den 20 juli 2017.
I augusti 2017 värvades Kpozo av Östersunds FK, där han skrev på ett 3,5-årskontrakt. I januari 2020 lånades Kpozo ut till division 1-klubben IFK Luleå på ett låneavtal över säsongen 2020. I december 2020 förlängde Kpozo sitt kontrakt i Östersunds FK med ett år samt med option på ytterligare ett år.
I januari 2022 värvades Kpozo av moldaviska Sheriff Tiraspol.